# Heliosciurus rufobrachium
Heliosciurus rufobrachium es una especie de roedor de la familia Sciuridae.

## Distribución geográfica
Se encuentran en Benín, Burundi, Camerún, República Centroafricana, República Democrática del Congo, Costa de Marfil, Guinea Ecuatorial, Gambia, Ghana, Guinea, Guinea-Bissau, Kenia, Liberia, Nigeria, Ruanda, Senegal, Sierra Leona, Tanzania, Togo, y Uganda.

## Hábitat
Su hábitat natural son: tierras de baja altitud subtropicales o tropicales bosques y sabana húmedas 